# 스기야마 다카유키
스기야마 다카유키(일본어: 杉山 貴之, 1976년 3월 24일 ~ )는 일본의 전 축구 선수이다.

## 구단 경력
과거 제프 유나이티드 이치하라, 오미야 아르디자에서 활동하였다.